# سنگ مثانه
سنگ مثانه یکی از انواع سنگ‌های ادراری است که در مثانه تشکیل می‌شوند. سنگ‌های مثانه معمولاً ناشی از اختلالات عملکردی در دستگاه ادراری یا وجود جسم خارجی در آن ایجاد می‌شود. اکثر سنگ‌های مثانه در مردان دیده می‌شود. در کشورهای در حال توسعه سنگ‌های مثانه معمولاً در پسران پیش از بلوغ یافت می‌شوند. در حدود یک‌چهارم موارد سنگ‌های متعدد وجود دارند.

## علایم و نشانه‌ها
- علایم تحریکی ادرار
- جریان متناوب ادرار
- عفونت‌های مجاری ادرار
- هماچوری

## تشخیص
سنگ‌های اسید اوریکی در رادیوگرافی شفاف هستند و ممکن است دیده نشوند. سونوگرافی به راحتی سنگ را نشان می‌دهد.

## نگارخانه

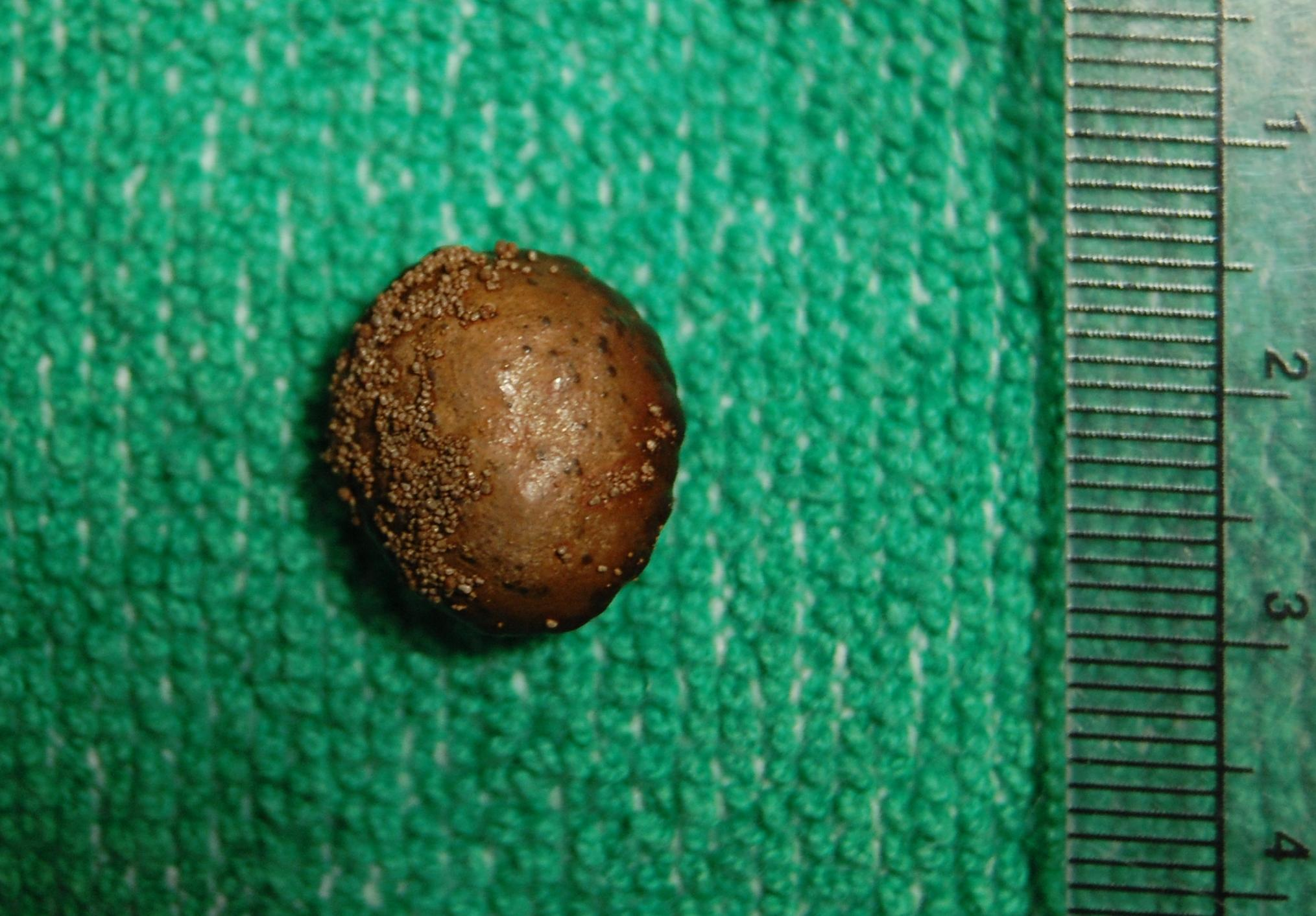
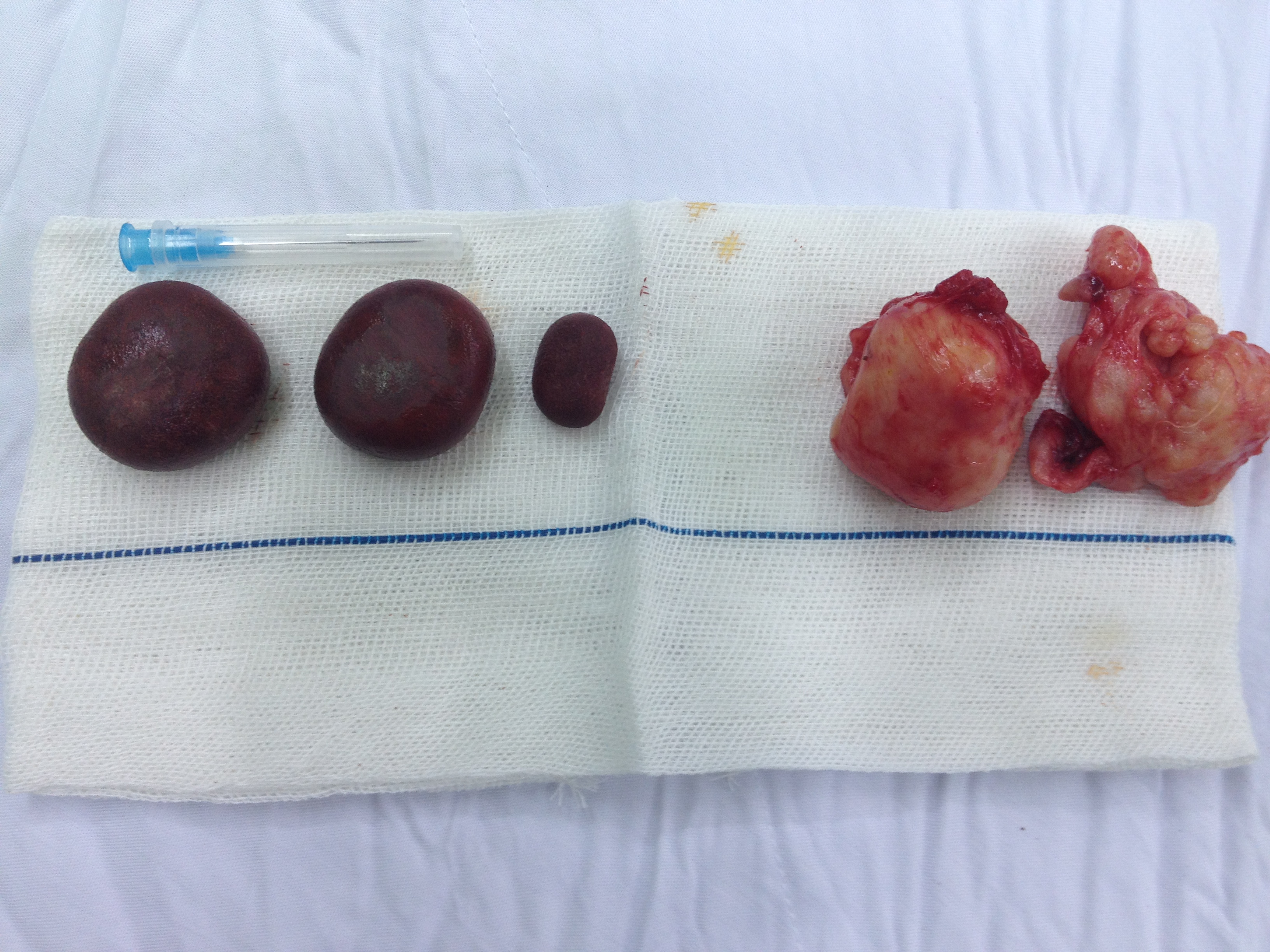

## درمان
- سنگ‌شکنی مکانیکی
- سنگ‌شکنی به کمک سیستوسکوپ